# 拉夫尼茨河畔罗尔巴赫
拉夫尼茨河畔罗尔巴赫是奥地利施蒂利亚州哈特贝格县的一个市镇。总面积36.57平方公里，总人口2657人，人口密度100人/平方公里（2017年）。